# Hao Jialu
Hao Jialu (en chino: 郝佳露; Taiyuán, 20 de agosto de 1987) es una deportista china que compite en esgrima, especialista en la modalidad de espada.
Participó en los Juegos Olímpicos de Río de Janeiro 2016, obteniendo una medalla de plata en la prueba por equipos (junto con Sun Yiwen, Sun Yujie y Xu Anqi). Ganó una medalla de oro en el Campeonato Mundial de Esgrima de 2015, también en la prueba por equipos.

## Palmarés internacional
| Juegos Olímpicos   | Juegos Olímpicos        | Juegos Olímpicos | Juegos Olímpicos   |
| Año                | Lugar                   | Medalla          | Prueba             |
| ------------------ | ----------------------- | ---------------- | ------------------ |
| 2016               | Río de Janeiro (Brasil) | Medalla de plata | Espada por equipos |
| Campeonato Mundial |                         |                  |                    |
| Año                | Lugar                   | Medalla          | Prueba             |
| 2015               | Moscú (Rusia)           | Medalla de oro   | Espada por equipos |